# Es Rafal (Montuïri)
Es Rafal (de l'àrab rahal) és una possessió mallorquina situada al nord del nucli urbà de Montuïri.

## Situació
La possessió del Rafal es troba al nord del terme de Montuïri al costat de l'antic camí d'Inca, actual carretera Ma-3121. Antigament altres explotacions properes veïnes eren la Mudaina, Sabor, el Figueral, Son Moià, Son Cucuí i Son Picornell.

## Història
En la prehistòria les terres del Rafal ja varen ser ocupades intensament des del temps dels talaiòtics. Aquesta presència deixà testimonis com el Campanar des Moros i el poblat des Molinot, a més l'important jaciment de Son Forners es troba molt pròxim.
La conquesta musulmana del 903 dC va iniciar un període de presència islàmica a l'illa que durà fins al segle xiii. En aquest període es forma el Rafal com a explotació, ja que segons la seva etimologia vol dir "casa de camp".
L'any 1229 arribà la conquesta catalana que incorporà Mallorca a la cristiandat, en el repartiment posterior les terres des Rafal restaren a la part del rei Jaume el Conqueridor que les cedí a diversos porcioners.
En una d'aquestes cessions es Rafal anà a parar a la propietat del convent que els dominics tenien a ciutat de Mallorca (l'actual Palma). Així el 1795 trobam una referència al fet que la finca era dels dominics i la seva producció se centrava en els cereals.
El fet més important que patí es Rafal en els darrers temps fou la desamortització. El 24 de març de 1836 el ministre Juan Álvarez Mendizábal sota el regnat d'Isabel II d'Espanya proclamà l'exclaustració de l'orde dels dominics i la desamortització de les seves terres. Es Rafal, com altres terres del terme de Montuïri, es veren afectades per aquesta mesura que atorgava a l'Estat les possessions del clergat. En aquell moment es Rafal tenia una extensió de 53 quarterades de les quals 40 eren de figueres, 6 d'hort amb sínia i 7 de garriga. Per tal de procedir a la subhasta del seu arrendament es dividí la propietat amb dos el primer lot la zona sud-oest i el segon lot a la zona nord-est. La subhastada tingué lloc el 7 de juliol de 1838.
A partir d'aquest moment els primers propietaris civils van vendre les cases i les terres del seu voltant a Antoni Ribas. El qual explotar l'agrícolament la finca fins a la seva mort quan la finca va ser dividida entre els seus dotze fills.
Durant el segle XX l'explotació fou conrada pels descendents d'Antoni Ribas. Així a mitjans dels 90 va esdevenir en un hotel agroturisme.